# Plaça de la República (París)
La plaça de la República és una plaça de París que es troba en els límits dels districtes III, X i XI. Al centre hi ha situada una escultura monumental inaugurada el 1884. Atès el simbolisme de la plaça, és sovint l'emplaçament de partits d'esquerres i sindicats com a lloc de manifestació.

## Història
La plaça es correspon amb el bastió de la porta del Temple, que formava part de la muralla creada per Carles V de França i que es remunta al segle xiv.
El 1759, els carrers veïns, especialment el bulevard del Temple, es van anar emplenant de teatres i llocs dedicats a l'entreteniment convertint la plaça en un indret animat i concorregut, i escenari habitual d'espectacles de carrer de tota mena. El realisme d'algunes d'aquestes funcions va fer que el carrer fos conegut durant un temps amb el sobrenom de «bulevard de la por».
En 1811, va ser decorada amb una font anomenada Château-d'Eau que va dissenyar l'enginyer Pierre Simon Girard. Això obstant, no va ser fins al Segon Imperi Francès amb l'obertura del bulevard de Magenta, del bulevard de la República (inicialment anomenat boulevard des Amandiers) i del bulevard Voltaire (abans anomenat boulevard du Prince-Eugène) que la plaça va adquirir el seu disseny actual. L'arquitecte Gabriel Davioud va ser l'encarregat de realitzar diverses obres a la plaça, així hi va fer construir una caserna, uns grans magatzems anomenats les Magasins réunis i una font que va venir a substituir la creada per Girard.

## El monument a la República
En 1879, es va convocar un concurs per a la instal·lació d'un gran monument dedicat a la Tercera República Francesa recent proclamada. Va ser guanyat pels germans Morice. L'obra es va inaugurar dues vegades, una el 14 de juliol de 1880, i una altra quatre anys després ja amb l'estàtua totalment conclosa. L'obra es compon d'una estàtua de Marianne, personificació de la República Francesa, en bronze, que arriba als 9,50 metres d'alçada sobre una base de pedra de 15 metres d'altura en els quals es troben altres escultures que representen figures al·legòriques de la llibertat, de la igualtat i de la fraternitat. Amb tot, la font de Gabriel Davioud va haver de ser recol·locada el 1880 a la plaça Félix-Éboué del XII districte.
A més, dotze alts relleus en bronze, situats a l'alçada dels vianants, completen l'obra i mostren una cronologia d'esdeveniments rellevants de la història de la República Francesa:
- - 20 de juny de 1789: Jurament del joc de pilota
  - 14 de juliol de 1789: Presa de la Bastilla
  - 4 d'agost de 1789: Nit del 4 d'agost
  - 14 de juliol de 1790: Festa de la Federació
  - 11 de juliol de 1792: Proclamació de la Pàtria en perill
  - 20 de setembre de 1792: Batalla de Valmy
  - 21 de setembre de 1792: Proclamació de la fi de la monarquia
  - 13 de pradial de l'any II: Batalla del 13 de pradial
  - 29 de juliol de 1830: Les Tres Glorioses
  - 4 de març de 1848: Abolició de l'esclavitud
  - 4 de setembre de 1870: Proclamació de la República
  - 14 de juliol de 1880: Festa nacional francesa

Tot i que emblemàtica i molt concorreguda, la plaça va esdevenir amb el temps poc acollidora pel seu elevat trànsit i el seu escàs equipament. Aquesta situació va portar l'Ajuntament de París a posar en marxa un pla que recuperés l'esplendor de la plaça. Després d'avaluar-ne les necessitats i presentar-se diversos projectes, el 21 de gener de 2010 un jurat va donar el vistiplau al projecte presentat per l'empresa Trevelo & Viger-Kohler. Les obres es van iniciar a la tardor de 2011 i es van concloure el 2013. La remodelació va consistir en crear un espai lliure de trànsit motoritzar (excepte el costat meridional), quedant el monument integrat a l'espai de vianants.